# Mike Wenden
Michael Vincent (Mike) Wenden (Sydney, 17 november 1949) is een Australische zwemmer. Hij vertegenwoordigde zijn vaderland op de Olympische Zomerspelen 1968 en 1972.

## Carrière
Op de British Empire and Commonwealth Games 1966 won Wenden drie gouden medailles.
Wenden behaalde zijn grootste successen door het winnen van olympisch goud op de 100 m vrije slag in een wereldrecord, op de 200 meter vrije slag was door het winnen van de gouden medaille de opvolger van zijn landgenoot Frederick Lane die in 1900 de 200 meter vrije slag won. Wenden won met de Australische ploeg de bronzen medaille op de 4x100 meter vrije slag en de zilveren medaille op de 4x200 meter vrije slag.
Op de Gemenebestspelen van 1970 won Wenden de gouden medaille op de 100m, 200m, 4x100m en 4x200m vrije slag.
Tijdens de Olympische Spelen van 1972 behaalde hij een vierde en twee vijfde plaatsen.
Tijdens de openingsceremonie van de Olympische Zomerspelen 2000 droeg Wenden samen met zeven anderen de Olympische vlag het stadion binnen.

## Internationale toernooien
| Jaar | Olympische Spelen                                                                                | WK langebaan                                                                                            | Gemenebestspelen                                                                                 |
| ---- | ------------------------------------------------------------------------------------------------ | --- | ------------------------------------------------------------------------------------------------ |
| 1966 |                                                                                                  | | 110y vrije slag · 4x110y vrije slag · 4x220y vrije slag                                          |
| 1967 |                                                                                                  | |                                                                                                  |
| 1968 | 100m vrije slag · 200m vrije slag · 4x100m vrije slag · 4x200m vrije slag · 4e 4x100m wisselslag | |                                                                                                  |
| 1969 |                                                                                                  | |                                                                                                  |
| 1970 |                                                                                                  | | 100m vrije slag · 200m vrije slag · 4x100 m vrije slag · 4x200 m vrije slag · 4x100 m wisselslag |
| 1971 |                                                                                                  | |                                                                                                  |
| 1972 | 5e 100m vrije slag 4e 200m vrije slag 5e 4x200m vrije slag 9e 4x100m wisselslag                  | |                                                                                                  |
| 1973 |                                                                                                  | 100m vrije slag · 15e 200m vrije slag · 8e 4x100m vrije slag · 4x200m vrije slag · 8e 4x100m wisselslag |                                                                                                  |
| 1974 |                                                                                                  | | 200m vrije slag · 200m vrije slag · 4x100 m vrije slag · 4x200 m vrije slag · 4x100 m wisselslag |

## Persoonlijke records
Langebaan
| Afstand         | Tijd   | Datum           | Plaats      |
| --------------- | ------ | --------------- | ----------- |
| 100m vrije slag | 52,2   | 19 oktober 1968 | Mexico-stad |
| 200m vrije slag | 1.54,4 | 1974            |             |

1896: Alfréd Hajós ·
1908: Charles Daniels ·
1912: Duke Kahanamoku ·
1920: Duke Kahanamoku ·
1924: Johnny Weissmuller ·
1928: Johnny Weissmuller ·
1932: Yasuji Miyazaki ·
1936: Ferenc Csik ·
1948: Walter Ris ·
1952: Clarke Scholes ·
1956: Jon Henricks ·
1960: John Devitt ·
1964: Don Schollander ·
1968: Mike Wenden ·
1972: Mark Spitz ·
1976: Jim Montgomery ·
1980: Jörg Woithe ·
1984: Rowdy Gaines ·
1988: Matt Biondi ·
1992: Aleksandr Popov ·
1996: Aleksandr Popov ·
2000: Pieter van den Hoogenband ·
2004: Pieter van den Hoogenband ·
2008: Alain Bernard ·
2012: Nathan Adrian ·
2016: Kyle Chalmers ·
2020: Caeleb Dressel ·
2024: Pan Zhanle
1900: Frederick Lane ·
1968: Mike Wenden ·
1972: Mark Spitz ·
1976: Bruce Furniss ·
1980: Sergej Kopljakov ·
1984: Michael Groß ·
1988: Duncan Armstrong ·
1992: Jevgeni Sadovy ·
1996: Danyon Loader ·
2000: Pieter van den Hoogenband ·
2004: Ian Thorpe ·
2008: Michael Phelps ·
2012: Yannick Agnel ·
2016: Sun Yang  ·
2020: Thomas Dean ·
2024: David Popovici